# Coupe de France 2016/17

CdF-Wettbewerbslogo
seit der Saison 2007/08

Der Wettbewerb um die Coupe de France in der Saison 2016/17 war die 100. Ausspielung des französischen Fußballpokals für Männermannschaften. Vorjahressieger Paris Saint-Germain FC verteidigte seinen Titel erneut und holte sich den Pokal zum elften Mal. Endspielgegner SCO Angers stand nach exakt 60 Jahren wieder in einem Finale und unterlag wiederum darin.
In dieser Spielzeit nahmen 7.290 Vereine aus Frankreich und seinen Übersee-Départements bzw. -territorien daran teil.
Während die Dritt- und die Zweitligavereine ebenso wie elf Teilnehmer aus sieben der französischen überseeischen Gebiete bereits in den von den regionalen Untergliederungen des Landesverbands Fédération Française de Football (FFF) organisierten Qualifikationsrunden in den Wettbewerb eingreifen müssen – die Drittligisten in der 5., die beiden letztgenannten Gruppen in der 7. Runde –, beginnt für die Erstligisten – und gegebenenfalls einen unterklassigen Titelverteidiger – der Wettbewerb erst mit dem Zweiunddreißigstelfinale (Beginn des Hauptwettbewerbs). Nur in dieser Runde werden die dafür qualifizierten 64 Vereine landesweit in vier regionale Lostöpfe à 16 Mannschaften aufgeteilt, worin jeweils annähernd gleich viele Teams gleicher Ligazugehörigkeit vertreten sein sollen. Ab dem Sechzehntelfinale fällt auch diese Vorsortierung weg und der Wettbewerb wird ausschließlich nach dem klassischen Pokalmodus ausgetragen: Spielpaarungen werden ohne Setzlisten aus sämtlichen noch im Wettbewerb befindlichen Klubs ausgelost und jeweils lediglich ein Spiel ausgetragen, an dessen Ende ein Sieger feststehen muss (und sei es durch Verlängerung und Elfmeterschießen), der sich dann für die nächste Runde qualifiziert, während der Verlierer ausscheidet. Auch das Heimrecht wird für jede Begegnung durch das Los ermittelt, allerdings mit der Einschränkung, dass Klubs, die gegen eine mindestens zwei Ligastufen höher spielende Elf anzutreten haben, automatisch Heimrecht bekommen.
Die unterklassigen Vereine kämpften zudem wiederum um den mit Geldpreisen verbundenen Titel als erfolgreichster Außenseiter. Dieser derzeit hauptsächlich von PMU gesponserte Nebenwettbewerb trägt die offizielle Bezeichnung Classement des Petits Poucets (auf Deutsch: „Däumlingswertung“). Klassentiefster Klub in der Hauptrunde war der FC Istres, ein mittlerweile bis in die siebte Liga (Division d’Honneur Régionale) abgestürzter ehemaliger Erstdivisionär. Wie in den beiden vorangegangenen Jahren stand erneut eine Mannschaft aus Frankreichs überseeischen Besitzungen – diesmal die AS Excelsior Saint-Joseph aus La Réunion – in dieser Hauptrunde. Im Viertelfinale endete für den letzten verbliebenen Amateurklub, Viertligist Étoile Fréjus-Saint-Raphaël, der Pokalparcours in diesem „Jubiläumswettbewerb“.

## Zweiunddreißigstelfinale
Spiele am 6. bis 8., drei Nachholpartien am 14. bzw. 18. Januar 2017. L1, L2 bzw. D3 stehen für die Zugehörigkeit zur ersten bis dritten Liga, CFA bzw. CFA2 für die beiden landesweiten Amateurligen, DH („Division d’Honneur“) für die sechste, DHR für die siebte Ligenstufe.
Ergebnisse: n. V. = nach Verlängerung, i. E. = im Elfmeterschießen.
| - FC Lorient (L1) – OGC Nizza (L1) 2:1 - FC Toulouse (L1) – Olympique Marseille (L1) 1:2 n. V. - EA Guingamp (L1) – Le Havre AC (L2) 2:1 - AS Monaco (L1) – AC Ajaccio (L2) 2:1 - Racing Lens (L2) – FC Metz (L1) 2:0 - Iris Club Croix (CFA) – AS Saint-Étienne (L1) 1:4 - US Granville (CFA) – SCO Angers (L1) 1:2 - Blois Football 41 (CFA2) – FC Nantes (L1) 1:2 - FC Besançon (CFA2) – AS Nancy (L1) 0:3 - AJ Auxerre (L2) – ES Troyes AC (L2) 4:2 n. V. - US Avranches MSM (D3) – Stade Laval (L2) 3:1 - FC Fleury-Mérogis (CFA) – Stade Brest (L2) 2:0 - FC Blagnac (DH) – Chamois Niort (L2) 0:1 - LB Châteauroux (D3) – FC Pau (D3) 4:1 - FC Lunéville (CFA2) – FC Chambly (D3) 0:2 - FC Istres (DHR) – GS Consolat (D3) 1:3 n. V. | - Paris Saint-Germain FC (L1) – SC Bastia (L1) 7:0 - Olympique Lyon (L1) – HSC Montpellier (L1) 5:0 - Clermont Foot (L2) – Girondins Bordeaux (L1) 0:1 - Louhans-Cuiseaux FC (CFA2) – FCO Dijon (L1) 0:2 - Sainte-Geneviève Sports (CFA2) – SM Caen (L1) 0:3 - OSC Lille (L1) – AS Excelsior Saint-Joseph (DH La Réunion) 4:1 - Jeanne d’Arc Biarritz (DH) – Stade Rennes (L1) 0:6 - Racing Strasbourg (L2) – SAS Épinal (D3) 4:2 n. V. - VF Les Herbiers (D3) – Gazélec FC Ajaccio (L2) 4:3 - Sarreguemines FC (CFA2) – Stade Reims (L2) 2:1 - US Quevilly Rouen (D3) – Jeanne d’Arc Drancy (CFA) 3:2 - Hauts Lyonnais Pomeys (DH) – CA Bastia (D3) 0:0 n. V., 3:4 i. E. - Grenoble Foot (CFA) – Étoile Fréjus-Saint-Raphaël (CFA) 1:2 - FC Bergerac (CFA) – Toulouse Rodéo FC (CFA2) 2:2 n. V., 3:2 i. E. - Le Poiré-sur-Vie VF (DH) – ES Viry-Châtillon (CFA) 3:1 - AS Prix-lès-Mézières (CFA2) – Entente Feignies Aulnoye (CFA2) 2:1 |

## Sechzehntelfinale
Spiele am 31. Januar/1. Februar 2017.
| - Girondins Bordeaux (L1) – FCO Dijon (L1) 2:1 - OSC Lille (L1) – FC Nantes (L1) 1:0 - SCO Angers (L1) – SM Caen (L1) 3:1 - AJ Auxerre (L2) – AS Saint-Étienne (L1) 3:0 - FC Chambly (D3) – AS Monaco (L1) 4:5 n. V. - LB Châteauroux (D3) – FC Lorient (L1) 2:3 n. V. - CA Bastia (D3) – AS Nancy (L1) 2:0 - FC Bergerac (CFA) – Racing Lens (L2) 2:0 | - Olympique Marseille (L1) – Olympique Lyon (L1) 2:1 n. V. - Stade Rennes (L1) – Paris Saint-Germain FC (L1) 0:4 - VF Les Herbiers (D3) – EA Guingamp (L1) 1:2 n. V. - Sarreguemines FC (CFA2) – Chamois Niort (L2) 0:3 - Le Poiré-sur-Vie VF (DH) – Racing Strasbourg (L2) 0:1 - US Quevilly Rouen (D3) – GS Consolat (D3) 3:0 - US Avranches MSM (D3) – FC Fleury-Mérogis (CFA) 1:0 - Étoile Fréjus-Saint-Raphaël (CFA) – AS Prix-lès-Mézières (CFA2) 1:0 |

## Achtelfinale
Spiele am 28. Februar bis 2. März 2017.
| - Girondins Bordeaux (L1) – FC Lorient (L1) 2:1 - US Quevilly Rouen (D3) – EA Guingamp (L1) 1:2 - CA Bastia (D3) – SCO Angers (L1) 0:1 - FC Bergerac (CFA) – OSC Lille (L1) 1:2 | - Olympique Marseille (L1) – AS Monaco (L1) 3:4 n. V. - Chamois Niort (L2) – Paris Saint-Germain FC (L1) 0:2 - US Avranches MSM (D3) – Racing Strasbourg (L2) 1:1 n. V., 6:5 i. E. - Étoile Fréjus-Saint-Raphaël (CFA) – AJ Auxerre (L2) 2:0 |

## Viertelfinale
Spiele am 4./5. April 2017.
| - AS Monaco (L1) – OSC Lille (L1) 2:1 - SCO Angers (L1) – Girondins Bordeaux (L1) 2:1 | - US Avranches MSM (D3) – Paris Saint-Germain FC (L1) 0:4 - Étoile Fréjus-Saint-Raphaël (CFA) – EA Guingamp (L1) 0:1 |

## Halbfinale
Spiele am 25./26. April 2017.
| - SCO Angers (L1) – EA Guingamp (L1) 2:0 | - Paris Saint-Germain FC (L1) – AS Monaco (L1) 5:0 |

## Finale
Spiel am 27. Mai 2017 im Stade de France
- Paris Saint-Germain FC – SCO Angers 1:0 (0:0)

### Aufstellungen
Paris: Alphonse Aréola – Maxwell, Marquinhos, Serge Aurier, Thiago Silva  – Blaise Matuidi, Julian Draxler (Javier Pastore, 72.), Marco Verratti, Thiago Motta – Edinson Cavani, Ángel Di María
Trainer: Unai Emery
Angers: Alexandre Letellier – Issa Cissokho, Ismaël Traoré, Romain Thomas, Vincent Manceau – Cheikh N’Doye , Thomas Mangani, Baptiste Santamaria (Kévin Bérigaud, 90.), Nicolas Pépé (Flavien Tait, 84.) – Famara Diedhiou (Jonathan Bamba, 63.), Karl Toko-Ekambi
Trainer: Stéphane Moulin
Schiedsrichter: Benoît Bastien (Ligue de Lorraine)

### Tore
1:0 Cissokho (90., Eigentor)

## Belege und Anmerkungen
1. ↑  Teilnehmerzahl nach dem Artikel „La revanche des «sans-dents»“ („Die Rache der Zahnlosen“) in France Football vom 4. Januar 2017, S. 16.
2. ↑  Beschluss der FFF-Bundesversammlung von Anfang April 2011.